# 루트비히 6세 폰 데어 팔츠 선제후

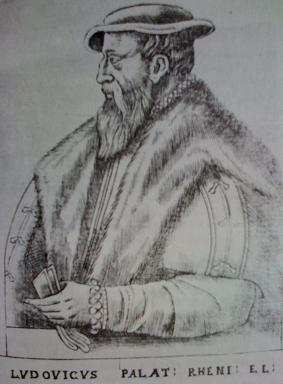
루트비히 6세

루트비히 6세 폰 데어 팔츠(Ludwig VI. von der Pfalz, 1539년 7월 4일 ~ 1583년 10월 22일)는 비텔스바흐가 출신의 팔츠 선제후이다. 그는 팔츠 지역의 팔츠 선제후 프리드리히 3세와 브란덴부르크쿨룸바흐의 마리 사이의 장남으로 태어났다. 그는 자기의 아버지와 같지 않게 칼빈주의보다는 루터란을 더 좋아하였다. 그리하여 제롬 잔키우스와 같은 칼빈주의 신학자들이 하이델베르크 대학교에서 추방되어 존 카시미르(John Casimir) 군주 밑에서 보호를 받았다. 그는 결혼을 두 번 하였다.